# Isopulegole

Allgemeine Strukturformel der Isopulegole ohne Angaben zur Stereochemie

Die Isopulegole sind eine Gruppe von Monoterpenen, die zu den p-Menthenolen gezählt werden.
Die namensgebende Verbindung Isopulegol existiert in zwei spiegelbildlichen Formen, (−)-Isopulegol und (+)-Isopulegol. 

## Vertreter
Da die Vertreter der Isopulegole insgesamt drei asymmetrische C-Atome besitzen, gehören neben dem Isopulegol-Diastereomerenpaar auch  Iso-Isopulegol, Neo-Isopulegol und Neoiso-Isopulegol (mit ihren jeweils spiegelbildlich aufgebauten Isomeren) zur Stoffgruppe der Isopulegole.
Insgesamt handelt es sich somit um acht Stereoisomere, je zwei Enantiomere von vier verschiedenen Diastereomeren: 
- (+)- und (−)-Isopulegol,
- (+)- und (−)-iso-Isopulegol,
- (+)- und (−)-neo-Isopulegol und
- (+)- und (−)-neo-iso-Isopulegol.

Alle acht Verbindungen sind farblose Flüssigkeiten.
| Isopulegole      |                                                                |                                                                |                                               |                                               |                                               |                                               |                                               |                                               |
| Name             | (+)-Isopulegol                                                 | (−)-Isopulegol                                                 | (+)-Iso-Isopulegol                            | (−)-iso-Isopulegol                            | (+)-neo-Isopulegol                            | (−)-neo-Isopulegol                            | (+)-neo-iso-Isopulegol                        | (−)-neo-iso-Isopulegol                        |
| Andere Namen     | - (1S,2R,5S)-2-Isopropenyl-5-methylcyclohexanol - D-Isopulegol | - (1R,2S,5R)-2-Isopropenyl-5-methylcyclohexanol - L-Isopulegol | (1S,2R,5R)-2-Isopropenyl-5-methylcyclohexanol | (1R,2S,5S)-2-Isopropenyl-5-methylcyclohexanol | (1S,2S,5R)-2-Isopropenyl-5-methylcyclohexanol | (1R,2R,5S)-2-Isopropenyl-5-methylcyclohexanol | (1R,2R,5R)-2-Isopropenyl-5-methylcyclohexanol | (1S,2S,5S)-2-Isopropenyl-5-methylcyclohexanol |
| Strukturformel   |                                                                |                                                                |                                               |                                               |                                               |                                               |                                               |                                               |
| CAS-Nummer       | 104870-56-6                                                    | 89-79-2                                                        | 96612-21-4                                    | 18674-65-2                                    | 20549-46-6                                    |                                               | 144541-38-8                                   |                                               |
| CAS-Nummer       |                                                                |                                                                |                                               |                                               |                                               | 21290-09-5 (±)-Neoisoisopulegol               |                                               |                                               |
| CAS-Nummer       | 7786-67-6 (Isomerengemisch)                                    |                                                                |                                               |                                               |                                               |                                               |                                               |                                               |
| EG-Nummer        | 625-653-4                                                      | 201-940-6                                                      |                                               |                                               |                                               |                                               |                                               |                                               |
| EG-Nummer        | (Isomerengemisch)                                              |                                                                |                                               |                                               |                                               |                                               |                                               |                                               |
| ECHA-ID          | 100.154.129                                                    | 100.001.764                                                    |                                               |                                               |                                               |                                               |                                               |                                               |
| ECHA-ID          | (Isomerengemisch)                                              |                                                                |                                               |                                               |                                               |                                               |                                               |                                               |
| PubChem          | 1268090                                                        | 170833                                                         | 11008146                                      |                                               | 6553885                                       |                                               |                                               |                                               |
| PubChem          | 24585 (Isomerengemisch)                                        |                                                                |                                               |                                               |                                               |                                               |                                               |                                               |
| Wikidata-Objekt  | Q27285994                                                      | Q2103922                                                       |                                               |                                               |                                               |                                               |                                               |                                               |
| Wikidata-Objekt  | Q54727900 (Isomerengemisch)                                    |                                                                |                                               |                                               |                                               |                                               |                                               |                                               |
| Summenformel     | C10H18O                                                        | C10H18O                                                        | C10H18O                                       | C10H18O                                       | C10H18O                                       | C10H18O                                       | C10H18O                                       | C10H18O                                       |
| Molare Masse     | 154,25 g·mol−1                                                 | 154,25 g·mol−1                                                 | 154,25 g·mol−1                                | 154,25 g·mol−1                                | 154,25 g·mol−1                                | 154,25 g·mol−1                                | 154,25 g·mol−1                                | 154,25 g·mol−1                                |
| Kurzbeschreibung | farblose Flüssigkeiten                                         | farblose Flüssigkeiten                                         | farblose Flüssigkeiten                        | farblose Flüssigkeiten                        | farblose Flüssigkeiten                        | farblose Flüssigkeiten                        | farblose Flüssigkeiten                        | farblose Flüssigkeiten                        |

## Vorkommen

### (+)-neo-Isopulegol
(+)-neo-Isopulegol wurde in Mentha rotundifolia (Lamiaceae) nachgewiesen und ist auch eine der Komponenten im Eucalyptus-citriodora-Öl.

### (+)-neo-iso-Isopulegol
(+)-Neoiso-isopulegol wurde erstmals 1960 aus dem Minzöl der Rundblättrigen Minze (Mentha rotundifolia) isoliert.

## Natürliche Gewinnung und Synthese

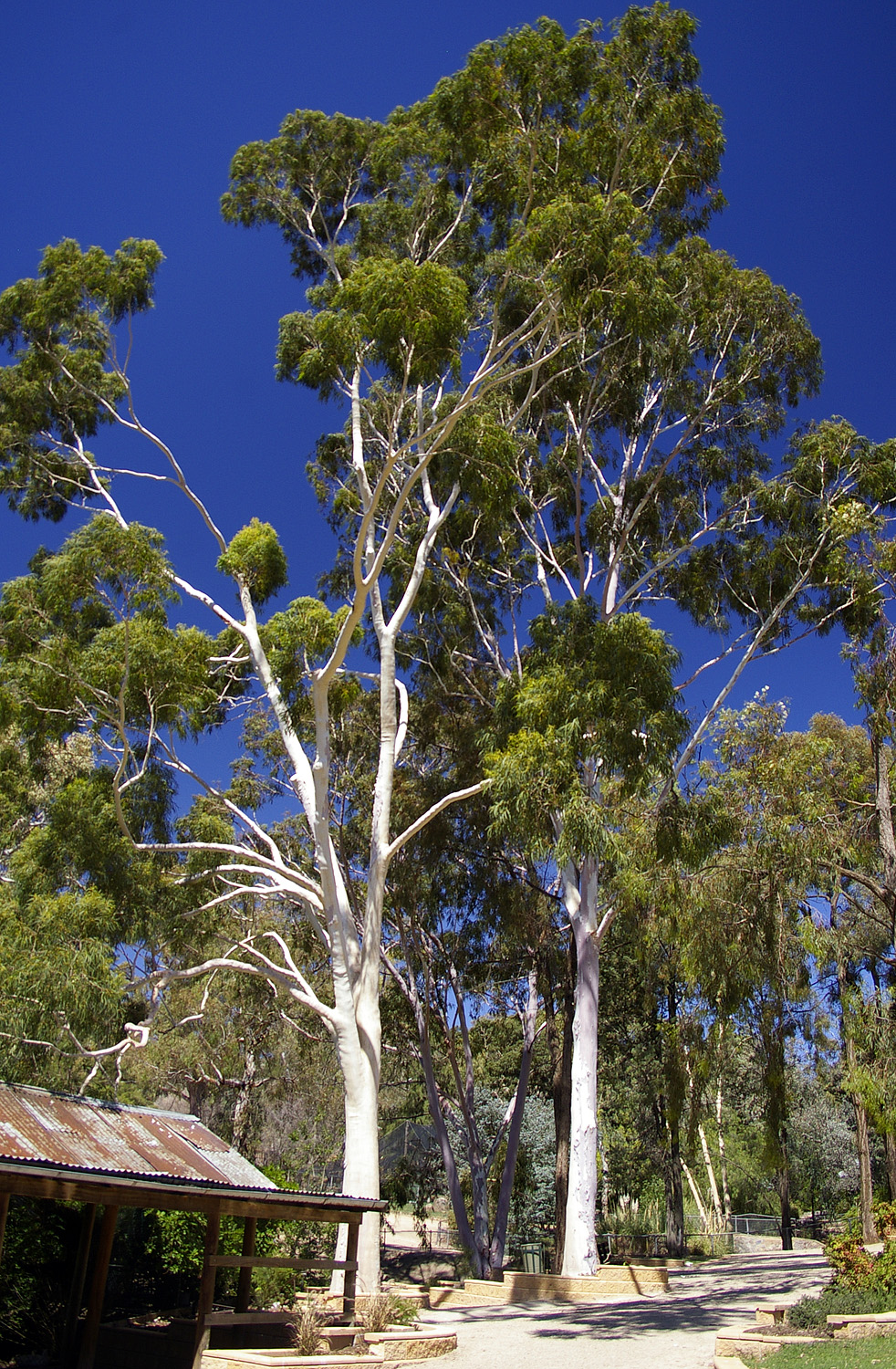
Eucaliptus (Eucalyptus citriodora)

### Natürliche Gewinnung
Isopulegol kann aus einer Vielzahl von Pflanzen gewonnen werden, beispielsweise aus den ätherischen Ölen von Eucalyptus citriodora oder Zitronengras.

### Synthese
Die Erstbenennung erfolgte 1896 durch Ferdinand Tiemann und R. Schmidt bei der systematischen Untersuchung der Reaktionen von Citronellal: „Ein cyclischer Alkohol, welchen wir vorläufig als Isopulegol bezeichnen, wird aus Citronellal unter folgenden Bedingungen erhalten...“
Synthetisch kann der Stoff durch katalytische Cyclisierung (intramolekulare Prins-Reaktion von Citronellal, auch intramolekulare Carbonyl-En-Reaktion genannt) gewonnen werden.  Durch die Wahl eines geeigneten Katalysators kann die Selektivität der Reaktion für ein oder mehrere Stereoisomere von Isopulegol erhöht werden. Typische Katalysatoren sind Lewis-Säuren auf Basis von Aluminium oder Siliciumverbindungen, einschließlich Zeolithe wie Clinoptilolith.